# Geidorf
Geidorf ist der 3. Stadtbezirk der steirischen Landeshauptstadt Graz. Das „Gaidorf“ (mittelhochdeutsch für „Dorf am flachen Land“) war ehemals Teil der Grazer Vorstadt, heute liegt der Bezirk zentral in der Stadt nördlich der Altstadt und des Schloßbergs. Am bekanntesten ist Geidorf als Standort der Universität Graz und des Universitätsklinikums (LKH-Ost). Auf Grund seiner Nähe zum Stadtzentrum ist der Bezirk in Teilen stark belebt, in andern Teilen ist er ein verhältnismäßig ruhiger, typisch städtischer Wohnbezirk.

## Lage
Der Bezirk Geidorf liegt nördlich der ersten beiden Bezirke Innere Stadt und St. Leonhard. Im Osten erstreckt er sich bis zum Grazer Landeskrankenhaus-Universitätsklinikum, im Westen wird er von der Mur begrenzt, im Süden bildet der Fuß des an dieser Stelle recht steilen Grazer Schloßbergs die Grenze. Die Grenze zum Bezirk Andritz im Norden ist historisch und entspricht großteils der Grenze zwischen der Stadt Graz vor mehr als hundert Jahren und der damals noch eigenständigen Ortsgemeinde Andritz. An ihr liegt mit dem Reinerkogel die höchste Erhebung des Bezirks.

## Geschichte
Durch Ausgrabungen, die bei der Renovierung der Leechkirche gemacht wurden, ist eine Besiedlung in der Urnenfelderzeit nachgewiesen. Allerdings kann daraus nicht auf eine durchgehende 3.000-jährige Besiedlung geschlossen werden.
Die Bezeichnung Geidorf bedeutet Vorstadt. Das ursprüngliche Geidorf befand sich in Graz innerhalb der alten Stadtmauer in der Nähe des Paulustors. Durch eine Erweiterung infolge einer Bevölkerungszunahme wurde die Vorstadt an ihren heutigen Standort verlegt.
Den historischen Kern hat Geidorf in einer kleinen Siedlung zwischen Heinrichstraße und Leechkirche. Diese wurde in der zweiten Hälfte des 19. Jahrhunderts um ein bürgerliches Wohnviertel erweitert, das etwas weiter nördlich zwischen Heinrichstraße und Grabenstraße entstand. In einzelnen Straßenzügen wurden vor den Gebäuden die für die Gründerzeit typischen Vorgärten angelegt. Dahinter zieht sich ein Villengebiet bis auf die Süd- und Westhänge des Rosenhains. 
Wichtigste Wirtschaftsträger in Geidorf waren die am ehemaligen Mühlgang gelegenen Mühlen und Manufakturen. In der 1825 gegründeten, in der Herdergasse gelegenen Grazer Zuckerfabrik wurde die erste Dampfmaschine der Steiermark in Betrieb genommen.
Der Bezirk ist heute an einigen Stellen in der Nähe des Stadtparkes und des alten Kernes sehr dicht besiedelt, vorwiegend prägen Altbauten das Stadtbild. An den Ausläufern des Rosenhaines liegt jedoch eine teilweise dünne Besiedlung vor und die Gegenden um den Rosenhain sind ein beliebtes Naherholungsgebiet.

## Kultur und Sehenswürdigkeiten

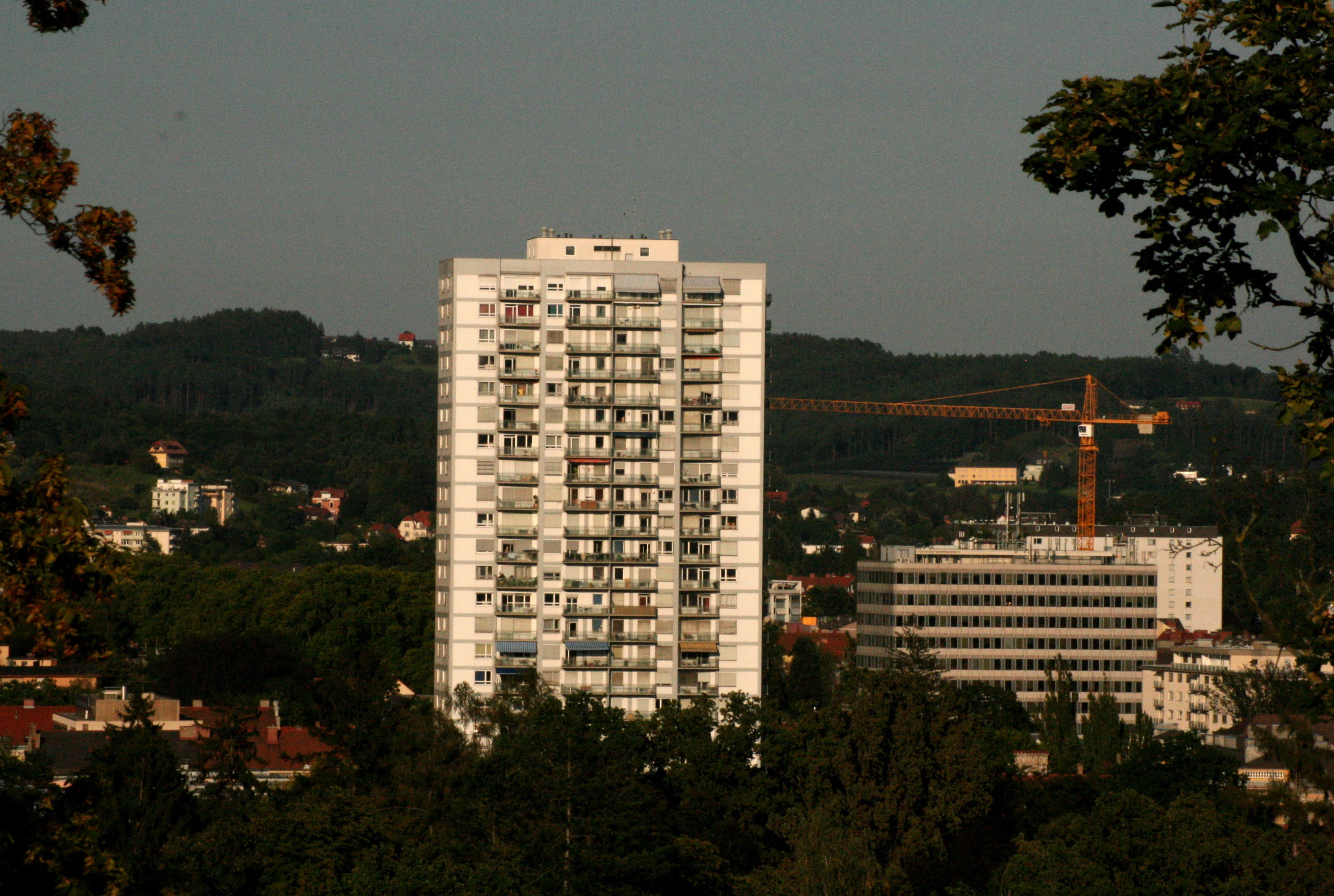
Elisabethhochhaus, das höchste Wohngebäude in Graz

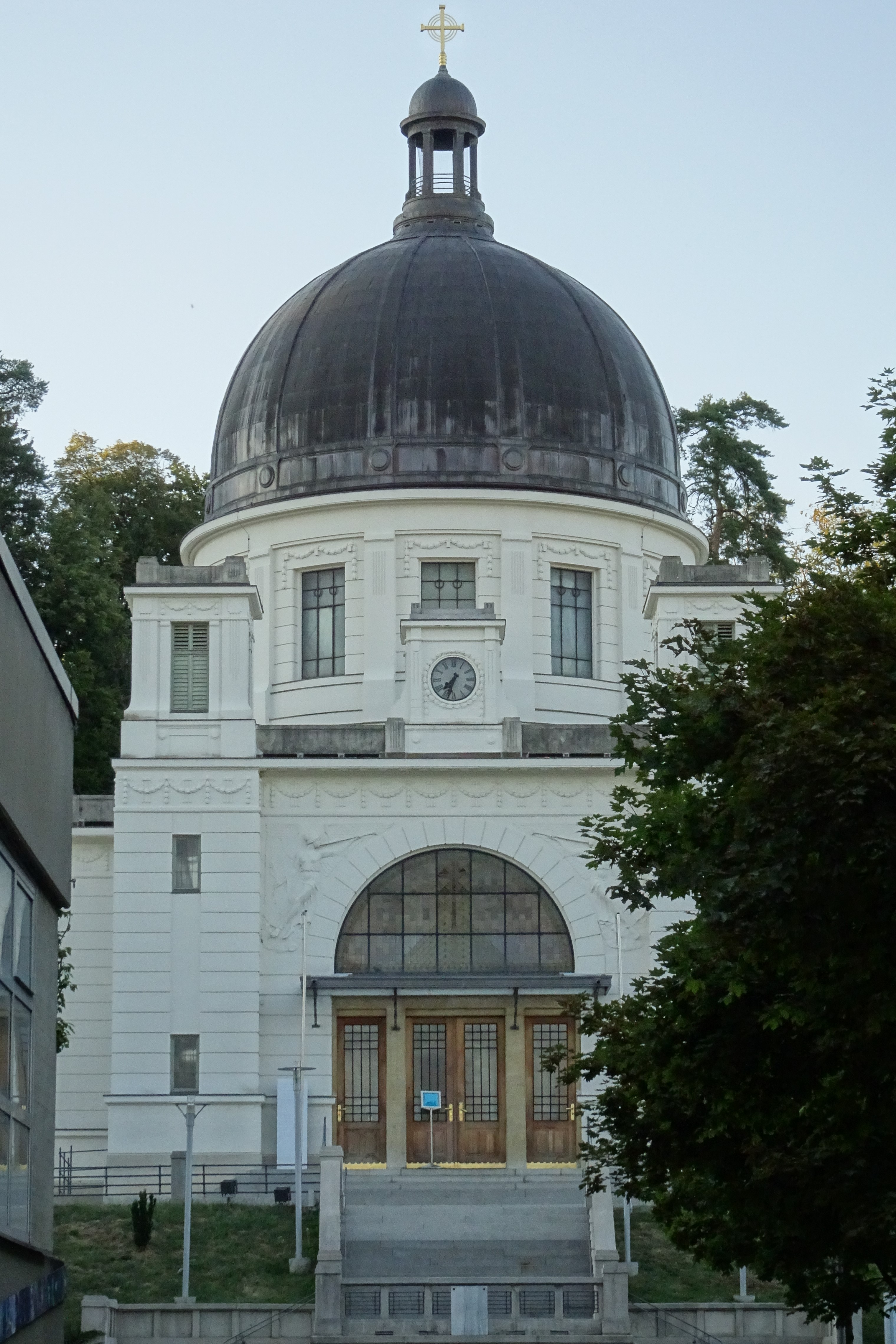
Kirche „Zum Heiligsten Erlöser“ im LKH Graz

- LKH-Universitätsklinikum Graz: 1912 im Pavillonstil errichtet war es, was die Bettenzahl betrifft, lange Zeit das größte Krankenhaus der Welt. Heute gibt es zahlreiche Kliniken von vergleichbarer Größe, auf Grund der Pavillonbauweise ist das Krankenhaus flächenmäßig aber immer noch das größte Krankenhaus Europas. Das Krankenhaus ist auch die Universitätsklinik der Medizinischen Universität Graz.
- Leechkirche
- Grabenkirche: Die Grabenkirche zum hl. Johannes der Täufer wurde als Kirche eines später unter Josef II. aufgelassenen Kapuzinerkonvents 1652 geweiht. Sie enthält an einer Seitenwand eines der Hauptwerke des bedeutenden steirischen Barockmalers Hans Adam Weissenkircher, nämlich das Bild Verkündigung an Maria.
- Salvatorkirche
- Universität Graz (Karl-Franzens-Universität): Errichtet von 1870 bis 1895 und von Kaiser Franz Joseph I. eröffnet, seither immer wieder durch Neubauten erweitert. In einem direkt angeschlossenen Neubau befindet sich die Universitätsbibliothek Graz, die drittgrößte Bibliothek Österreichs.
- Meerscheinschlössl: Barockes Lustgebäude, nimmt hinsichtlich der künstlerisch bemerkenswerten Gartenfront eine Sonderstellung in der Grazer Barock-Architektur ein.
- Elisabethhochhaus: In den 1960er-Jahren errichtet, ist es mit 75 Metern Höhe (25 Stockwerke) das höchste Wohnhaus in Graz (allerdings nicht das höchste Gebäude, das ist die Herz-Jesu-Kirche mit 109,6 Metern).

## Verkehr
Hauptverkehrsachsen für den Autoverkehr der Stadt sowie des Bezirks sind vor allem die Grabenstraße, die Heinrichstraße sowie die Elisabethstraße, letztere liegt im Süden an der Grenze der Bezirke Geidorf und St. Leonhard.
Als letztes signifikantes straßenbauliches Projekt im Bezirk wurde im Jahr 2002 wurde die Grazer Nordspange als Unterflurtrasse eröffnet, welche die beiden Hauptausfallsstraßen nach Norden, die Grabenstraße und die Wiener Straße verbindet. Obwohl vor dem Bau bei den Anwohnern und der Stadtbevölkerung generell umstritten, hat die Nordspange unter anderem zur Verkehrsentlastung der Wohnviertel im Nordwesten Geidorfs geführt. Die Realisierung des geplanten „Ostgürtels“ (Die Straßenzüge „Geidorfgürtel“, „Rosenberggürtel“ und „Grabengürtel“ erinnern an dieses Konzept) ist aus heutiger Sicht aber wohl nicht zu erwarten.
Der öffentliche Verkehr im Bezirk ist gut ausgebaut:
- Die Straßenbahnlinie 1 durchzieht den Bezirk im Südosten Richtung Mariatrost, beziehungsweise Eggenberg, die Linien 3 und 5 verbinden den nordwestlichen Teil Geidorfs mit der Innenstadt, sowie Krenngasse und Puntigam, als auch dem nördlich gelegenen Andritz.
- Zusätzlich dazu verkehren die Autobuslinien 30, 31, 39, 41, 53, 58, 62 und 63 zu verschiedenen wichtigen Plätzen und Einrichtungen im Bezirk und verdichten das öffentliche Nahverkehrsangebot.

## Bildung

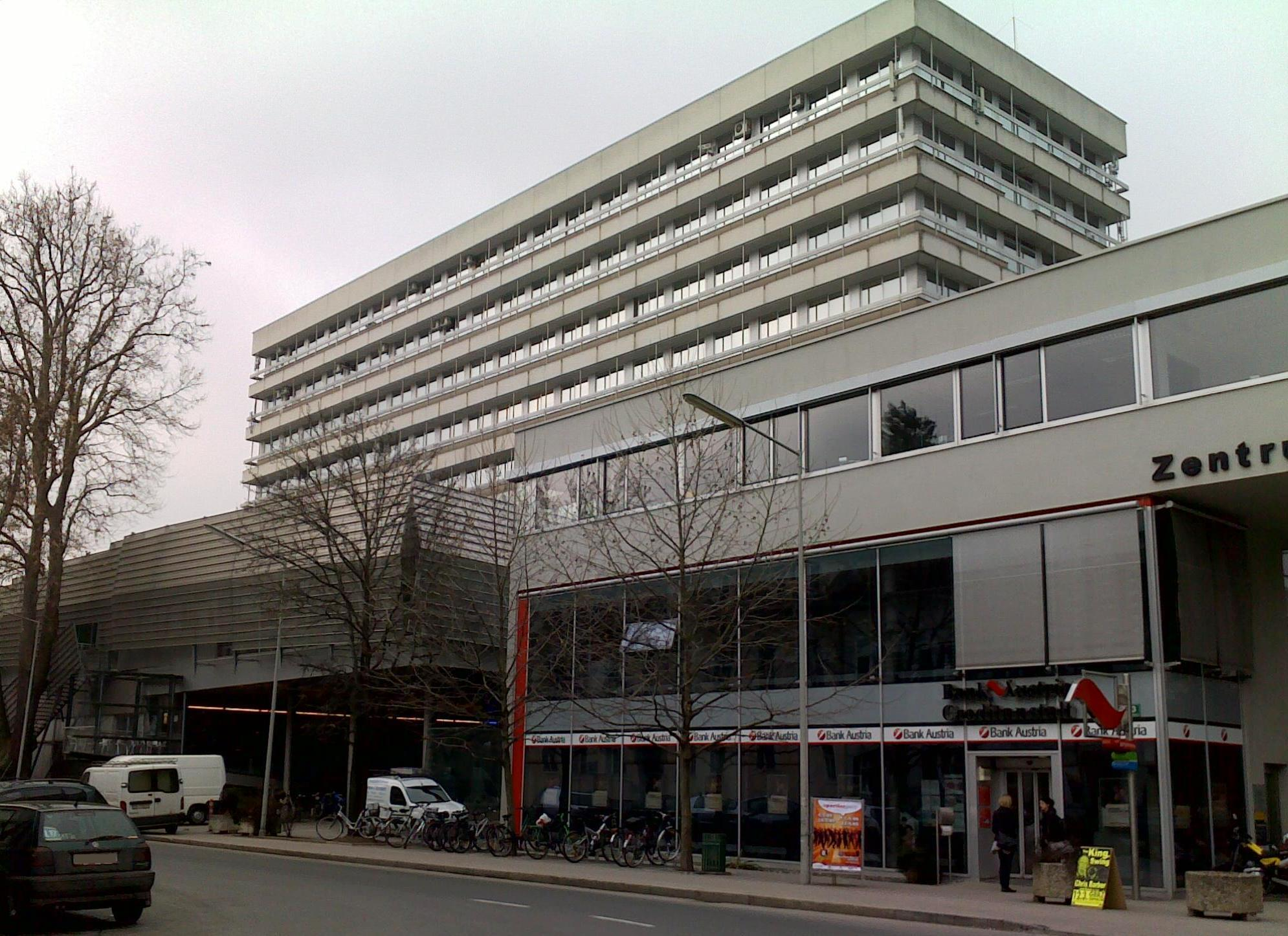
Medizinische Universität

Neben Pflichtschulen und höheren Schulen ist der Bezirk Geidorf vor allem als Hochschulstandort bekannt, da sich im Bezirk die Hauptstandorte von zwei Universitäten, zweier pädagogischer Hochschulen und einer Fachhochschule befinden.
Seit der Zusammenlegung der Volksschulen Graben und Muchar gibt es im Bezirk die Volksschule Geidorf, als auch die Volksschule Rosenberg, welche mit dem Förderzentrum für Hör- und Sprachbildung zusammenarbeitet. Zusätzlich bieten aber die Pädagogische Hochschule Steiermark und die Kirchliche Pädagogische Hochschule jeweils eine Praxisvolksschule an. An der Pädagogischen Hochschule Steiermark ist außerdem eine Praxis-Neue-Mittelschule zu finden.
Diese höheren Schulen haben ihren Standort in Geidorf
- BG und BRG Carneri (Gymnasium und Realgymnasium mit naturwissenschaftlichen Schwerpunkt, vormals 2. BG Graz bzw. BG/BRG Carnerigasse, Pädagogischer Panther 2004[5])
- Bischöfliches Gymnasium Graz (Teil des Augustinums)
- BG und BRG Kirchengasse (ehemals Marieninstitut)
- BRG Körösistraße
- HTBLVA Ortweinschule

Weiters ist Geidorf der Standort der
- Universität Graz
- Medizinischen Universität Graz
- Kirchlichen Pädagogischen Hochschule Graz (ehemals Fürstbischöfliches Knabenseminar & Teil des Augustinums),
- Pädagogischen Hochschule des Bundes in der Steiermark, sowie der
- Campus 02 Fachhochschule der Wirtschaft.

## Gesundheit

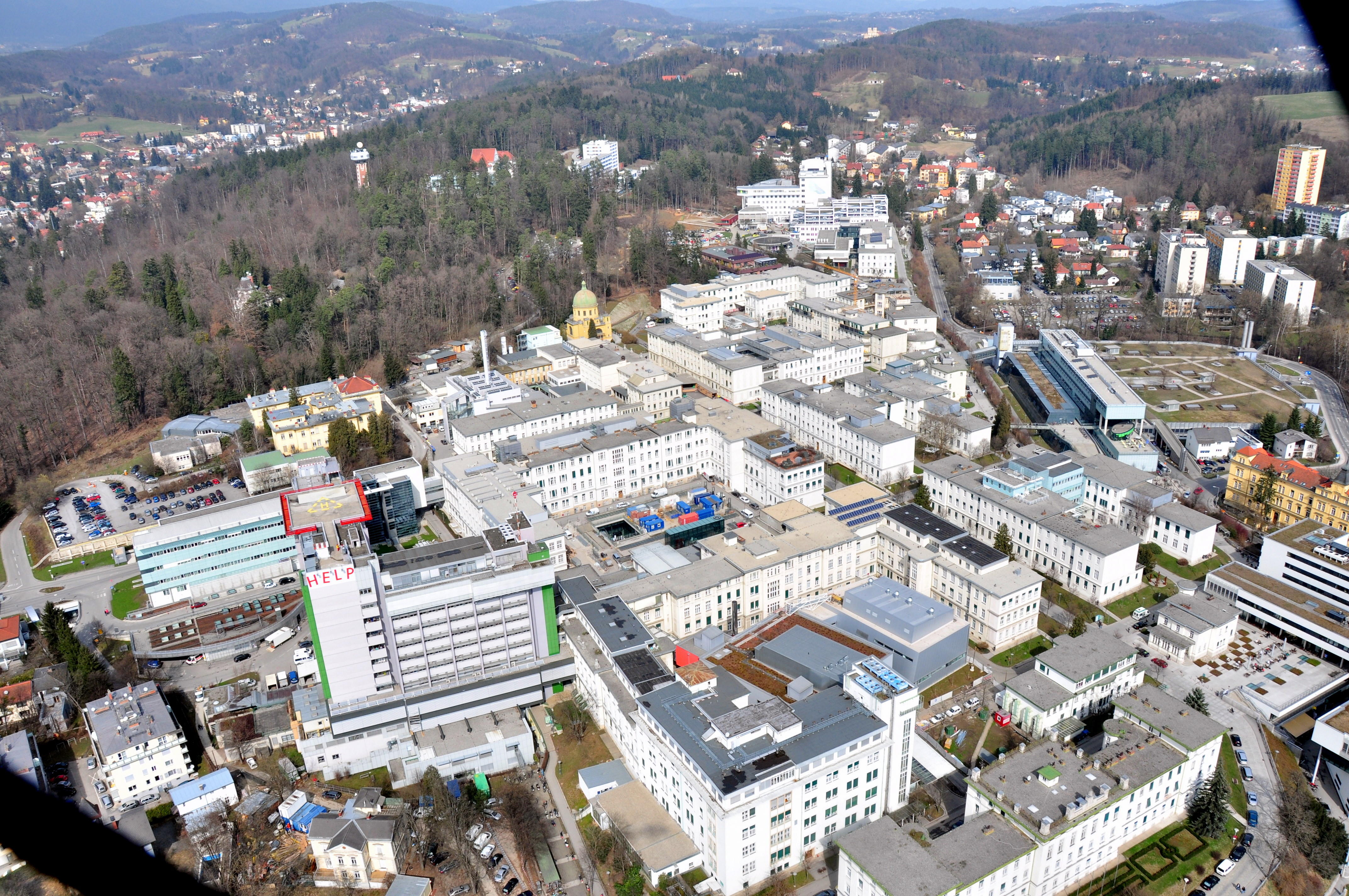
Luftaufnahme des Universitätsklinikums

Große Teile des Landeskrankenhaus-Universitätsklinikum Graz, flächenmäßig mit einem Areal von 60 Hektar das größte Krankenhaus Europas, befinden sich im Osten von Geidorf. Das im Volksmund „Uni-Klinik“ genannte Krankenhaus ist ein Krankenhaus der Maximalversorgung und deckt die medizinische Versorgung des gesamten Ostens der Stadt Graz sowie der Umlandgemeinden ab, weiters ist es als Schwerpunktkrankenhaus und Universitätsklinikum Anlaufstelle für Patienten aus allen Teilen der Stadt sowie der gesamten Steiermark und dem Burgenland.
In Geidorf – in der Humboldtstraße – in unmittelbarer Nähe zum Schloßberg, befindet sich die Zentrale des Malteser Hospitaldienstes. Auf dieser Wache sind ein Rettungswagen, sowie zwei Krankentransportwagen stationiert, diese werden gegebenenfalls über die Landesleitstelle des Roten Kreuzes zu Rettungseinsätzen disponiert, sind aber nicht rund um die Uhr und an jedem Wochentag einsatzbereit. Außerhalb der Dienstzeiten der Malteser wird Geidorf, so wie der Rest der östlichen Grazer Stadtbezirke durch die Hauptrettungswache im Bezirk Jakomini rettungsdienstlich versorgt. Weiters befindet sich im Landeskrankenhaus-Universitätsklinikum Graz ein Stützpunkt für den Notarztrettungsdienst. Dort ist ein Notarzteinsatzfahrzeug (Funkrufnummer 5.0603, gerufen als „NEF Cäsar“) stationiert.

## Sport

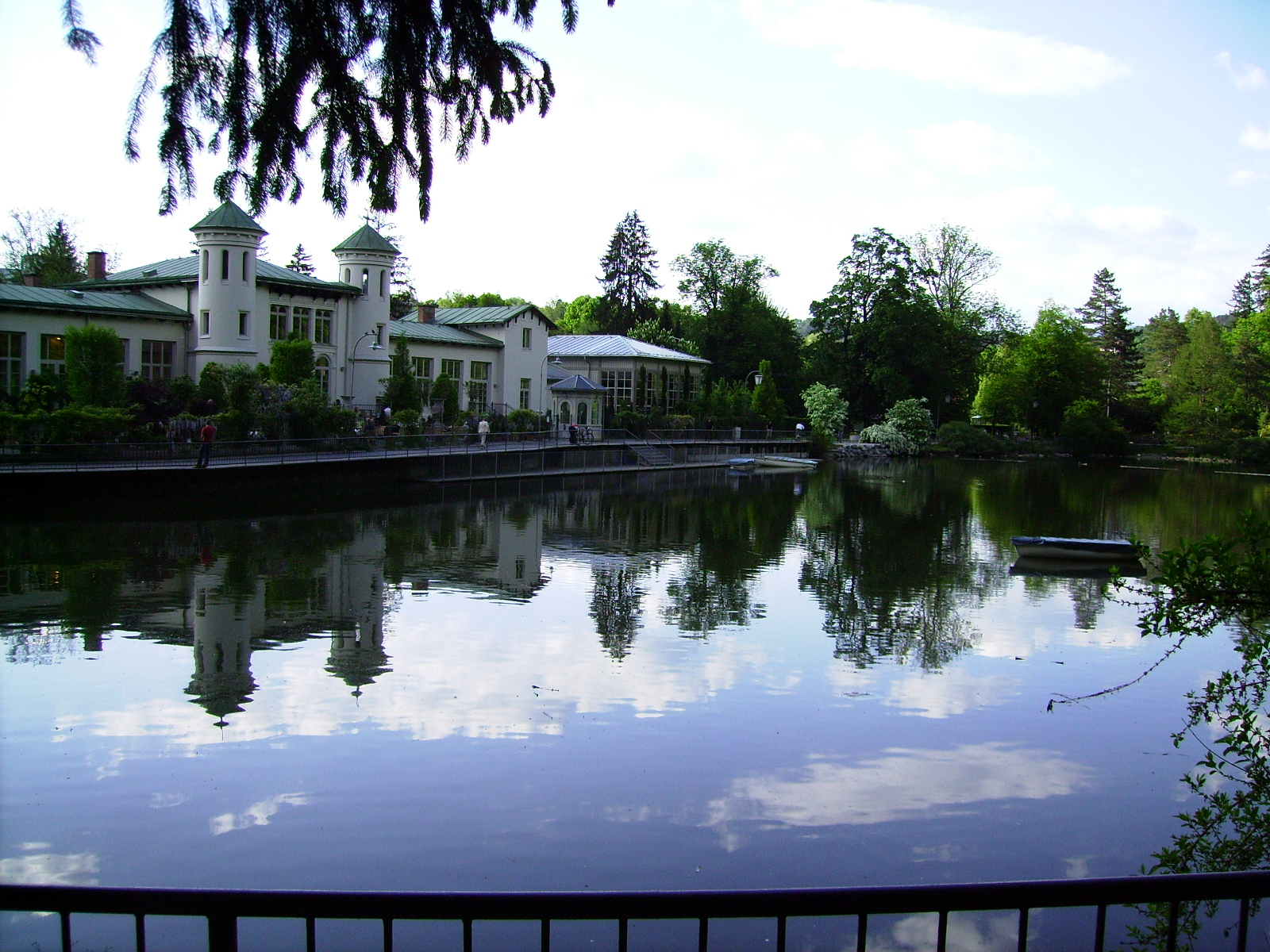
Der Hilmteich, links das Hilmteichschlössl

- Casino-Stadion Graz: Von 1902 bis 2005 war der Grazer AK mit seiner traditionellen Spielstätte im Bezirk Geidorf beheimatet. 2005 zog die Fußballsektion in das neu errichtete Trainingszentrum nach Andritz um, das Fußballstadion wurde abgerissen und durch Wohnbauten ersetzt. Die Tennissektion verblieb auf dem sporthistorischen Gelände an der Körösistraße.
- zu Erholung, Begegnung und Bewegung lädt das Margaretenbad ein.

## Naherholung

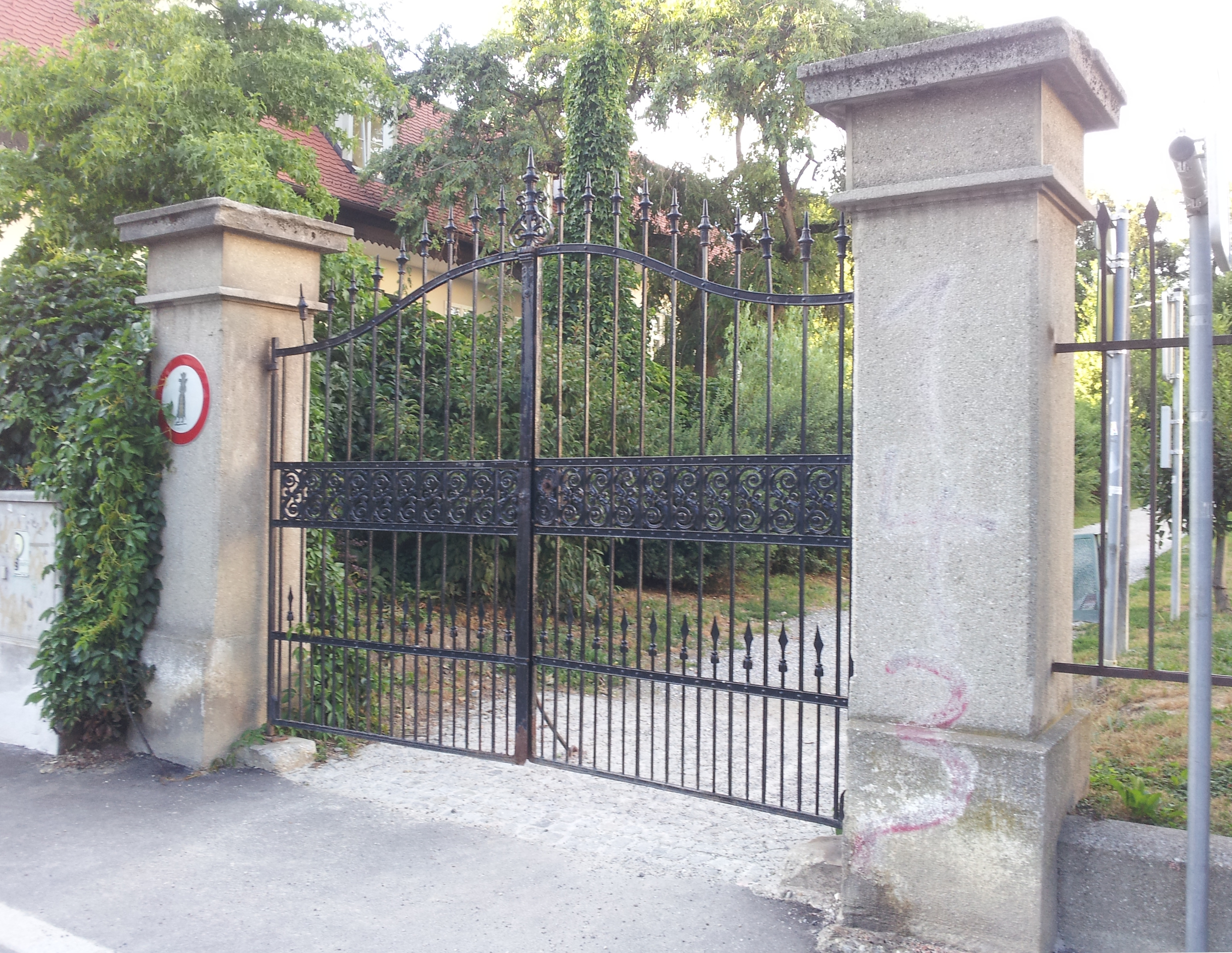
Tor zum Rosenhain

- Hilmteich: Ursprünglich Lehmgrube für ein Ziegelwerk, seit Mitte des 19. Jahrhunderts beliebtes Ausflugsziel im Osten des Bezirks am Fuß des Leechwaldes. Von hier führt ein Wanderweg nach Mariatrost. Im Winter beliebter Eislaufplatz.
- Universitätssportzentrum: Im Bezirk befindet sich das Zentrum des Universitätssportinstitutes mit Laufbahn und Schwimmbad. Von vielen Studenten wird es zur Naherholung genutzt, regelmäßig finden Veranstaltungen statt.
- An das Universitätssportzentrum grenzt der sogenannte „Rosenhain“, ein innerstädtisches Naherholungsgebiet und bei vielen Grazern beliebter Ausflugsort.